# دانشگاه سن آندرس
دانشگاه سن آندرس (انگلیسی: Higher University of San Andrés) یک دانشگاه دولتی پیشرو در کشور بولیوی است که در سال ۱۸۳۰ در شهر لاپاز (مقر دولت) تأسیس شده است. این دانشگاه بعد از دانشگاه سان فرانسیسکو خاویر دومین دانشگاه قدیمی بولیوی است.

## دانشکده ها
دانشکده های دانشگاه سن آندرس عبارتند از :
- حقوق و علوم سیاسی
- پزشکی
- معماری، هنر، طراحی و برنامه ریزی
- علوم اجتماعی
- اقتصاد و دارایی
- علوم انسانی و آموزش و پرورش
- علوم دارویی و بیوشیمی
- مهندسی
- دندانپزشکی
- کشاورزی
- علوم زمین

## رتبه بندی
براساس رتبه‌بندی دانشگاه‌های جهان در سال 2022 که مؤسسه QS آن را انجام داده‌است دانشگاه سن آندرس در رتبه 1201+برترین دانشگاه‌ها جهان قرار گرفته‌است.